# Mamba zielona
Mamba zielona (Dendroaspis viridis) – gatunek jadowitego węża z rodziny zdradnicowatych (Elapidae). Zamieszkuje Afrykę Zachodnią.
OpisMamba zielona osiąga 2 metry długości. Ma długie i smukłe ciało o długim i zwężającym się ogonie. Ubarwienie grzbietu szmaragdowozielone, spód żółtozielony, wnętrze pyska białe. Grzbiet pokrywa 13 rzędów dużych łusek, największe biegną w dół od grzbietu, są gładkie, ale niezbyt lśniące. Cechą charakterystyczną mamby zielonej jest różnorodny kształt i kolor poszczególnych łusek. Płaskie łuski głowy mają czarne krawędzie, co umożliwia jeszcze większe podkreślenie kształtu łusek. Duże oczy i doskonały wzrok umożliwiają mambie dostrzeżenie nawet najmniejszego ruchu, tęczówka mamby ma kolor brązowo-żółty. Oprócz zębów jadowych, które umieszczone są jak u większości jadowitych węży w górnej szczęce, mamby posiadają dodatkowo osadzone w dolnej szczęce duże, niejadowite zęby pomocne podczas chwytania ofiary. Kombinowany aparat jadowo-chwytny sprawia, że mamby są bardzo skutecznymi drapieżcami.
WystępowanieZamieszkuje Afrykę Zachodnią od Senegalu na północy po deltę Nigru. Istnieją wzmianki o występowaniu na Wyspie Świętego Tomasza, ale nigdy nie zostały potwierdzone.
BiotopZamieszkuje lasy oraz zarośla stworzone przez człowieka w pobliżu osiedli. Dobrze i chętnie pływa.
ZachowanieMamba zielona jest wężem w wysokim stopniu jadowitym, ale mniejszym i znacznie mniej agresywnym niż mamba czarna.
PożywienieŻywi się drobnymi kręgowcami, jaszczurkami oraz małymi ptakami. Atakując ofiarę, owija swój ogon wokół gałęzi, powodując zaciśnięcie. Następnie wyrzuca do przodu resztę ciała.
RozródW czasie okresu godowego samce mamby zielonej rywalizują w walkach o samice, są to jak u innych gadów turnieje kończące się przyznaniem pokonanego samca do przegranej i wycofaniem się z pola walki. Po około 160–165 dniach po kopulacji, samice składają do 14 jaj o średnich wymiarach 60×33 mm. Jaja umieszczane są przez samicę w próchniejących pniach lub zakopywane są w ziemi. Młode mamby o długości 350–440 mm i średniej masie 20–25 g wylęgają się po 66–88 dniach i po opuszczeniu jaj są zielone. Pierwsza wylinka ma miejsce po 12–17 dniach.
JadToksyczność jadu mamby zielonej jest różna, zależy m.in. od diety, lokalizacji geograficznej, wieku gada. Jad jest neurotoksyczny w ilości 60–100 mg (15 mg jest dawką śmiertelną dla człowieka). Ofiar śmiertelnych jest niewiele, ponieważ rzadko dochodzi do spotkania ludzi z mambą, jeśli jednak dojdzie do ukąszenia, w większości przypadków kończy się ono zgonem. Śmierć następuje wskutek uduszenia, w wyniku porażenia mięśni oddechowych. Zarejestrowane zostały przypadki zgonu zaledwie 30 minut po ukąszeniu.